# 제12회 골든 글로브상
제12회 골든 글로브상은 1954년 상영된 영화 중 가장 뛰어난 영화를 수상하기 위해 1955년 2월에 열린 시상식이다. 미국,엠버서더 호텔/코코넛 그로브에서 개최되었다.

## 수상

### 세실 B. 데밀 상
- 진 허숄트 수상
- 조안 크로포드 수상
- 스탠리 크레이머 수상

### 작품상-드라마
- 워터프론트 - 엘리아 카잔 수상

### 여우주연상-드라마
- 회상 속의 연인 - 그레이스 켈리 수상

### 남우주연상-드라마
- 워터프론트 - 말론 브란도 수상

### 작품상-뮤지컬코미디
- 카르멘 존스 - 오토 프레밍거 수상

### 여우주연상-뮤지컬코미디
- 스타 탄생 - 주디 갈랜드 수상

### 남우주연상-뮤지컬코미디
- 스타 탄생 - 제임스 메이슨 수상

### 여우조연상
- 하이 앤 마이티 - 잔 스터링 수상

### 남우조연상
- 맨발의 콘테샤 - 에드먼드 오브라이언 수상

### 외국어 영화상
- 제네비에브 - 헨리 코넬리어스 수상
- 춘희 - Ernesto Arancibia 수상
- 24개의 눈동자 - 키노시타 케이스케 수상
- 노 웨이 백 - Victor Vicas 수상

### 감독상
- 워터프론트 - 엘리아 카잔 수상

### 각본상
- 사브리나 - 빌리 와일더 외 수상

### 촬영상(흑백)
- 워터프론트 - 보리스 카우프먼 수상

### 촬영상(칼라)
- 브리가둔 - 조셉 루텐버그 수상